# Byrrhinus convexus
Byrrhinus convexus är en skalbaggsart som först beskrevs av Maurice Pic 1923.  Byrrhinus convexus ingår i släktet Byrrhinus och familjen lerstrandbaggar. Inga underarter finns listade i Catalogue of Life.